# 노량초등학교 김양분교
노량초등학교 김양분교는 경상남도 하동군 금남면 대치길 26-17 (대치리)에 있었던 초등학교이다.

## 연혁
- 1909년 4월 5일 사립 현산학교 개교
- 1917년 4월 17일 김양공립보통학교 개명
- 1938년 4월 1일 김양공립심상소학교로 개명
- 1941년 4월 1일 김양공립국민학교로 개명
- 1985년 3월 1일 병설유치원 설립
- 1996년 3월 1일 김양초등학교로 개칭
- 1999년 9월 1일 노량초등학교 김양분교장으로 편입
- 2007년 3월 1일 진교초등학교로 통폐합